# Липовская волость (Царицынский уезд)
Липовская во́лость — административно-территориальная единица в составе Царицынского уезда Саратовской губернии, с 1919 года — Царицынской губернии. Волостное правление — в селе Липовка.
В 1890 году (по другим данным в 1887 году) из состава Липовской волости были выделены Балыклейская и Романовская волости
Волость располагалась в северной части Царицынского уезда. По состоянию на 1894 год в состав волости входили сёла Липовка и Ягодное, деревня Грязная с Тополевкой, посёлки Ежовка, Новогеоргиевский и Новоалександровский.
Согласно Схематической карте Царицынского уезда в 1910 году волость граничила на севере с Камышинским уездом, на востоке — с Романовской волостью, на юго-востоке — с Балыклейской волостью, на юге — с Ивановской волостью, на западе — с Александровской и Ольховской волостями.
В 1919 году в составе Царицынского уезда включена в состав Царицынской губернии. Упразднена не ранее 1921 года и не позднее 1924 года. Согласно карте Царицынской губернии 1924 года территория Липовской волости была разделена между Ольховской и Балыклейской волостями. Село Липовка отнесено к Балыклейской волости, село Ягодное и деревня Грязная — к Ольховской волости.

## Население
Динамика численности населения
| 1890  | 1894 |
| ----- | ---- |
| 14598 | 8848 |